# Aldeboarn
Aldeboarn est un village situé dans la commune néerlandaise de Heerenveen, dans la province de la Frise.
Son nom en néerlandais est Oldeboorn. Le 1er janvier 2007, le village comptait 1 453 habitants.

## Histoire
C'est probablement près du site du village qu'a lieu la célèbre bataille du Boarn en 734, qui voit l'armée frisonne de Poppo Ier de Frise se faire battre par l'armée franque dirigée par Charles Martel (Poppo, roi de Frise, est tué au combat lors de cette bataille).

## Galérie

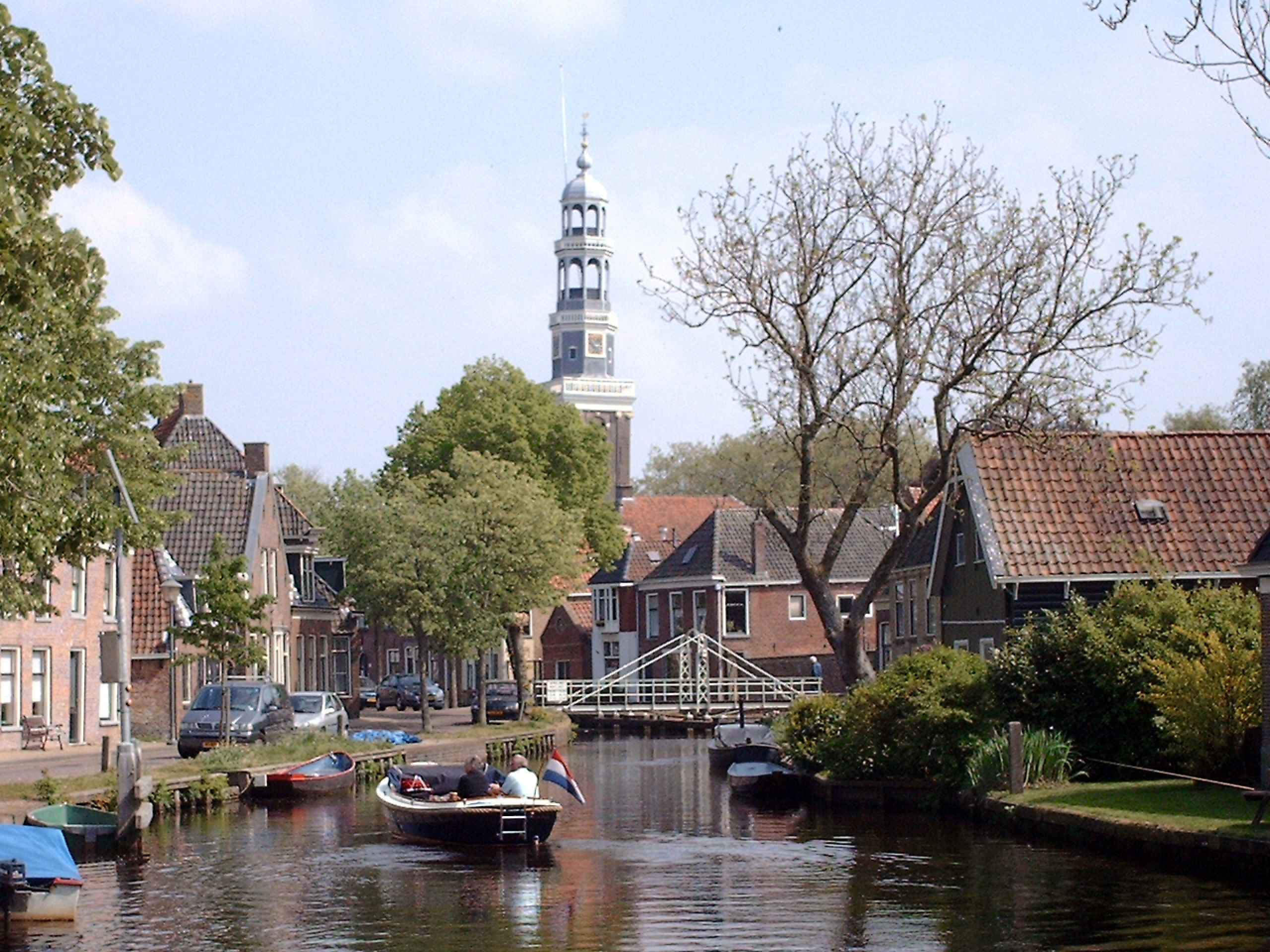
Église et canal à Oldeboorn, 2007.
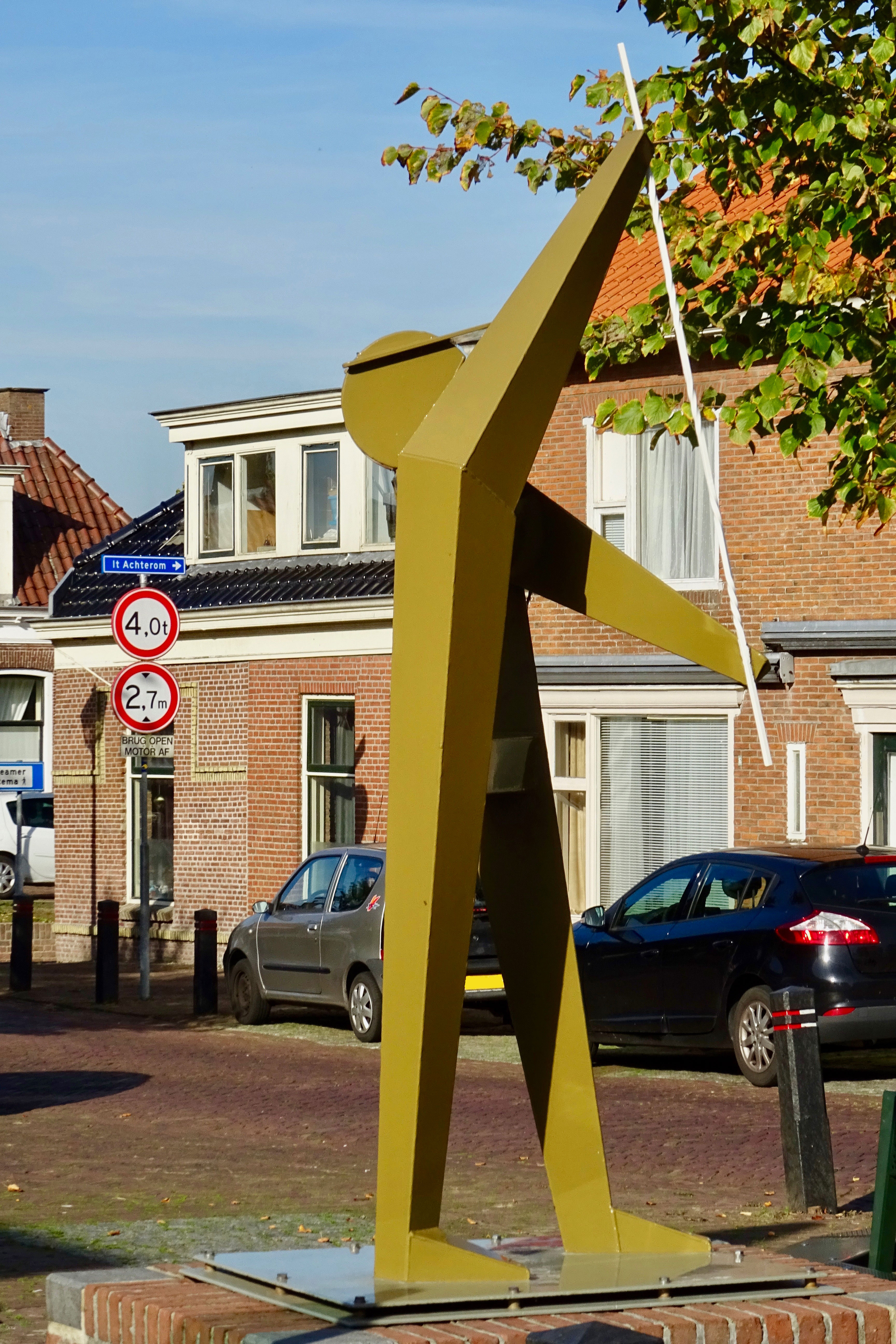
Le compteur de la tour (tuorkemjitter) de Zweitse van der Wal.
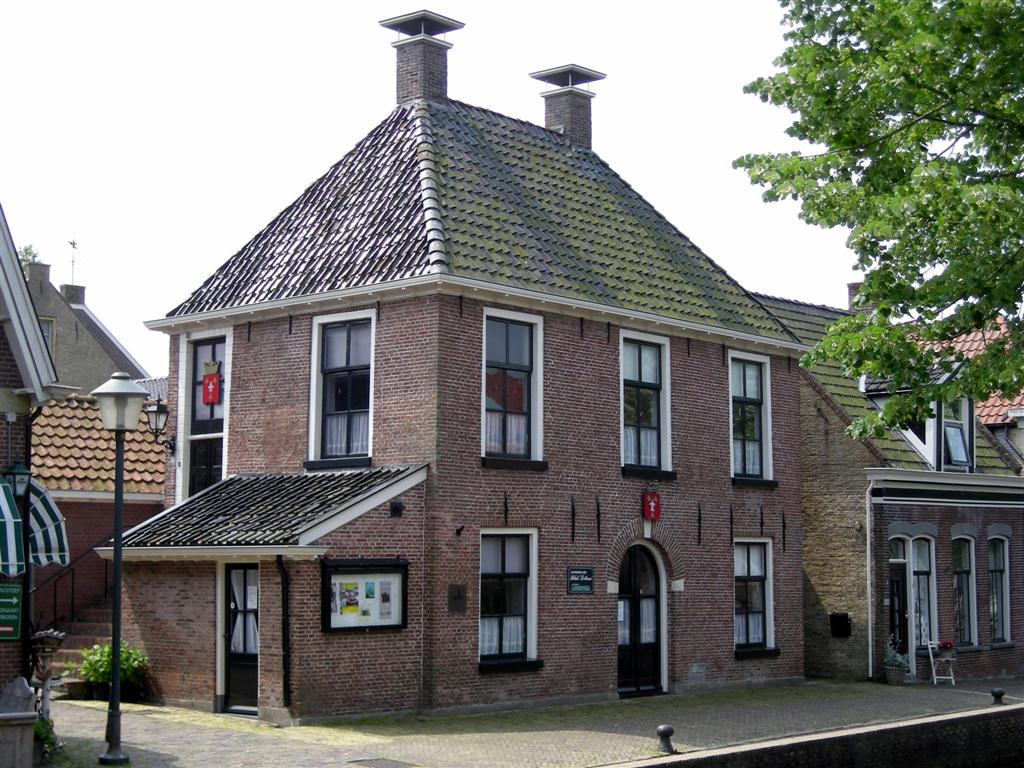
Poids public à Aldeboarn, 2007.
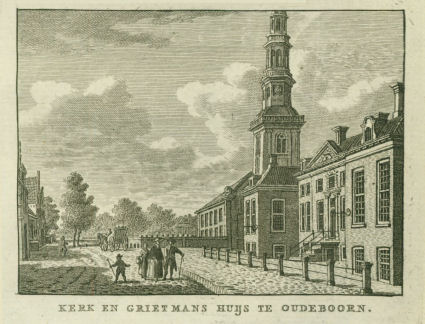
Andringastate et église à Oldeboorn. Gravure sur cuivre de J. van Beek, d'après un dessin de Jan Bulthuis, 1808.
- La cloche de l'église sonne à Aldeboarn, juin 2022